# New York Transit Museum

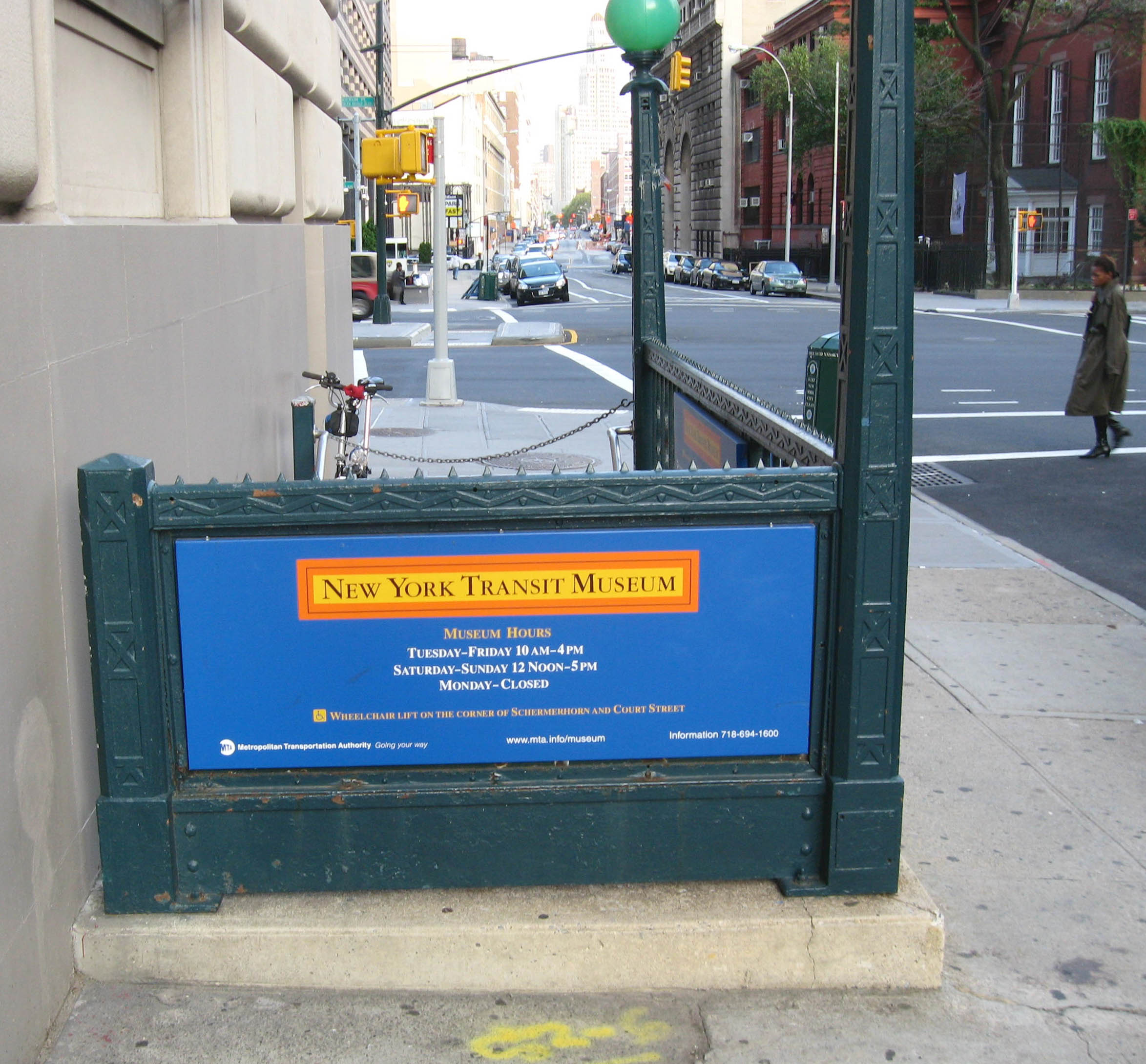
Entrén till New York Transit Museum

New York Transit Museum är ett museum som visar historien om New Yorks tunnelbana samt New Yorks bussar. Museet ligger i den nedlagda tunnelbanestationen Court Street i Brooklyn. Det finns även ett mindre annex av museet i Grand Central Terminal, Manhattan. Court Street station var öppen för trafik 1936-1946 men lades ner p.g.a. för lite passagerare. Adressen är Schermerhorn Street & Boerum Place och närmaste tunnelbanestation är Borough Hall.

## Galleri

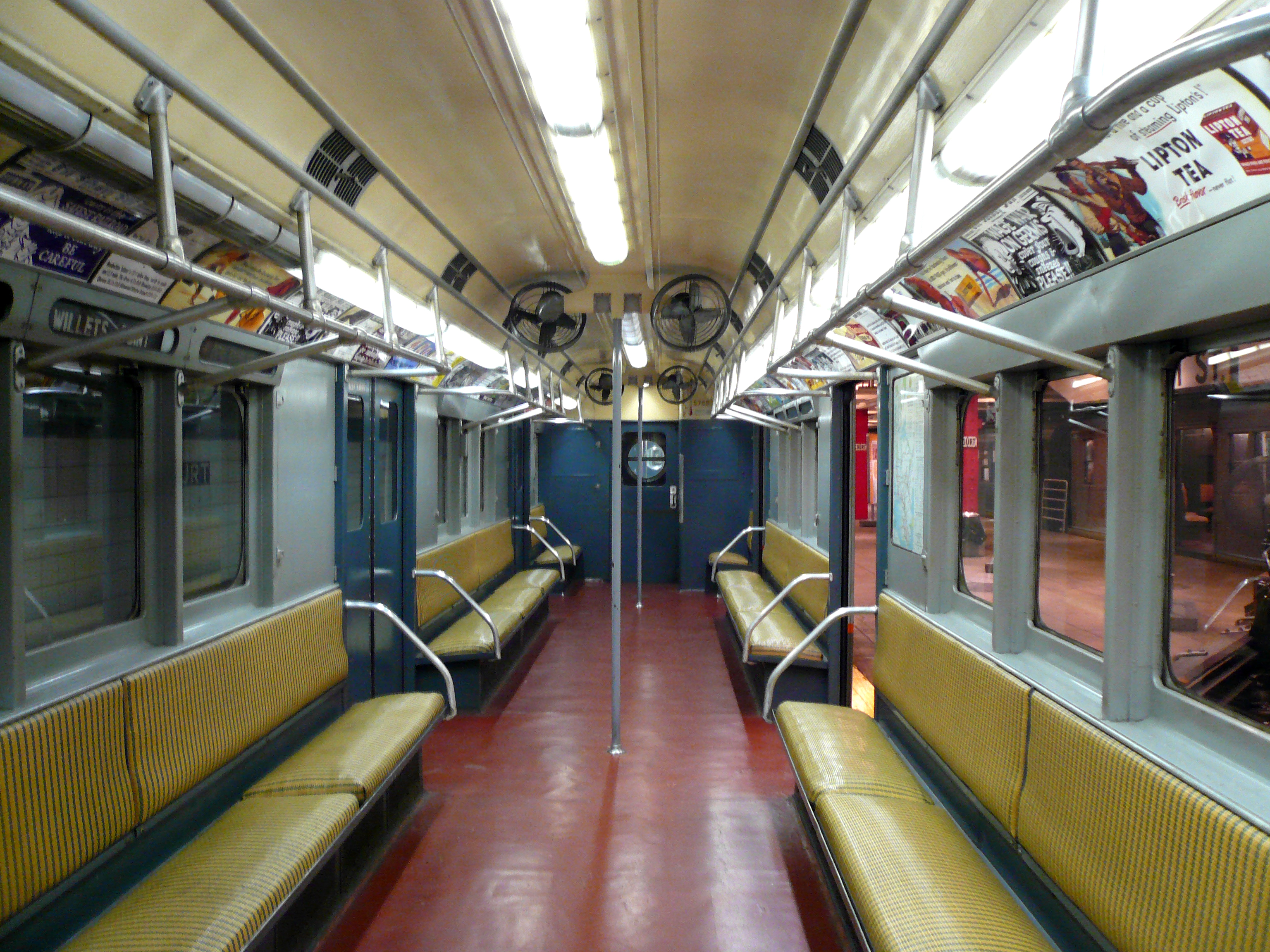
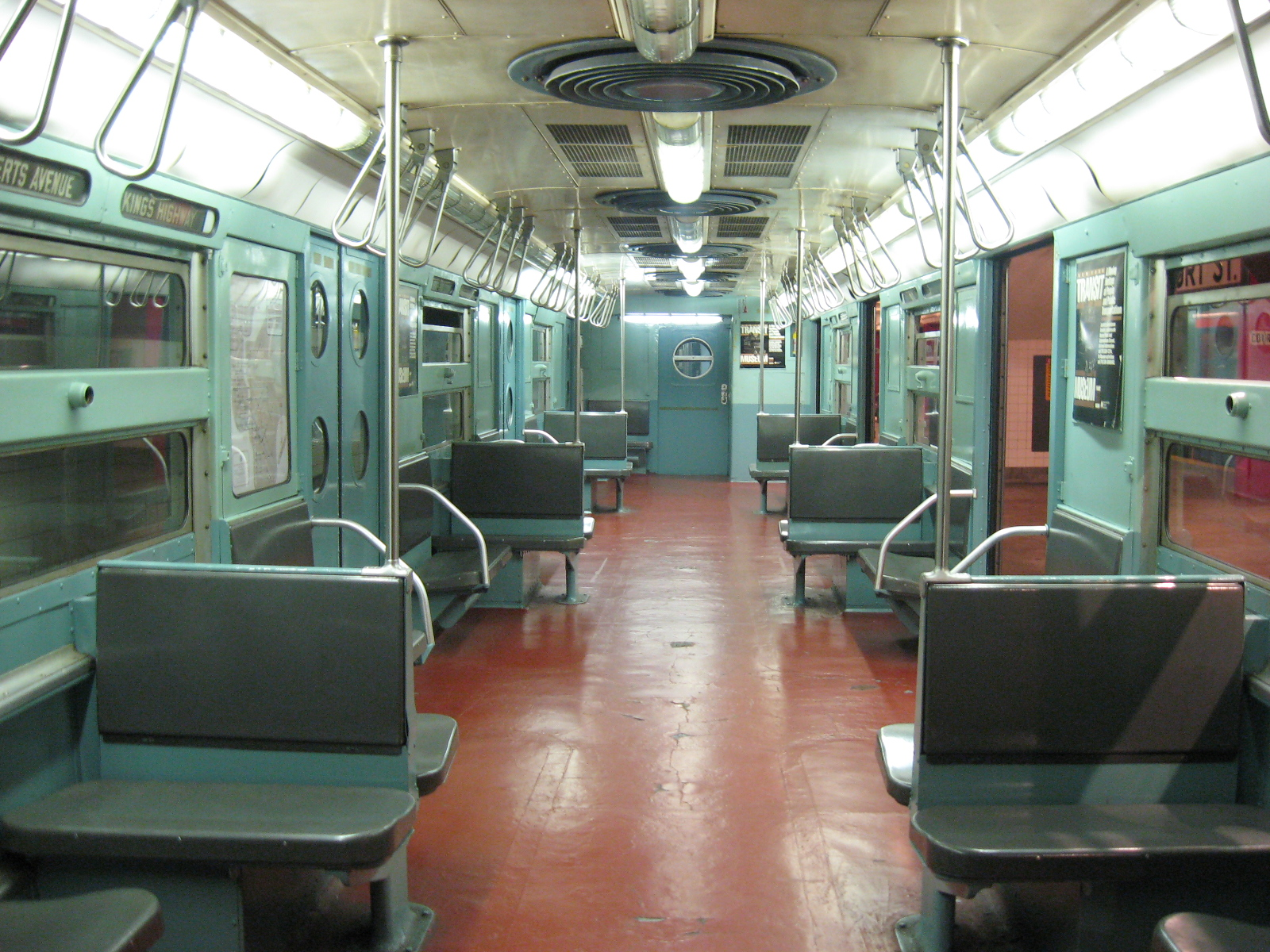